# Langlaufloipe Goms
Die Langlaufloipe Goms ist eine Langlaufloipe im Goms im Schweizer Kanton Wallis.
Durch seine Lage auf 1250 bis 1400 m ü. M. gilt das alpine Hochtal Goms als schneesicheres Langlaufgebiet. Das Loipennetz erstreckt sich auf einer Länge von rund 100 km von Oberwald (1377 m ü. M.) bis Niederwald (1251 m ü. M.). Es verbindet zwölf Gommer Dörfer miteinander und ist durch die Matterhorn-Gotthard-Bahn vollumfänglich  mit dem öffentlichen Verkehr erschlossen. Die Loipen sind sowohl im Skating- als auch im klassischen Stil präpariert.

## Loipennetz
Die Rottenloipe (26 km, leicht) führt von Oberwald nach Niederwald dem Rotten entlang (so wird hier die junge Rhone genannt).
Die Hangloipe (27 km, mittel) führt ebenfalls von Oberwald nach Niederwald. Sie führt dem schattigen Nordhang entlang, hat leichte Steigungen und eignet sich für die sportlichen Läufer.
Die Sonnenloipe (8,8 km, leicht) führt von Oberwald nach Münster auf der sonnenverwöhnten Nordseite des Hochtals.
Nachtloipe (4,5 Kilometer, leicht):  Auf einer beleuchteten Rundstrecke zwischen Obergesteln und Ulrichen gibt es eine abends beleuchtete Loipe.
Hundeloipe (4,3 km, leicht): Zwischen Obergesteln und Oberwald kann das Langlaufen in Begleitung eines Hundes ausgeübt werden.
Die Loipe Goms bietet zudem zwei Trainingsloipen und eine FIS-Rennloipe für die ambitionierten Läufer.

## Internationaler Gommerlauf
Der Internationale Gommerlauf findet seit 1972 jeweils am letzten Wochenende im Februar auf der Loipe Goms statt und ist nach dem Engadin Skimarathon der grösste Langlauf-Event der Schweiz.

## Bilder

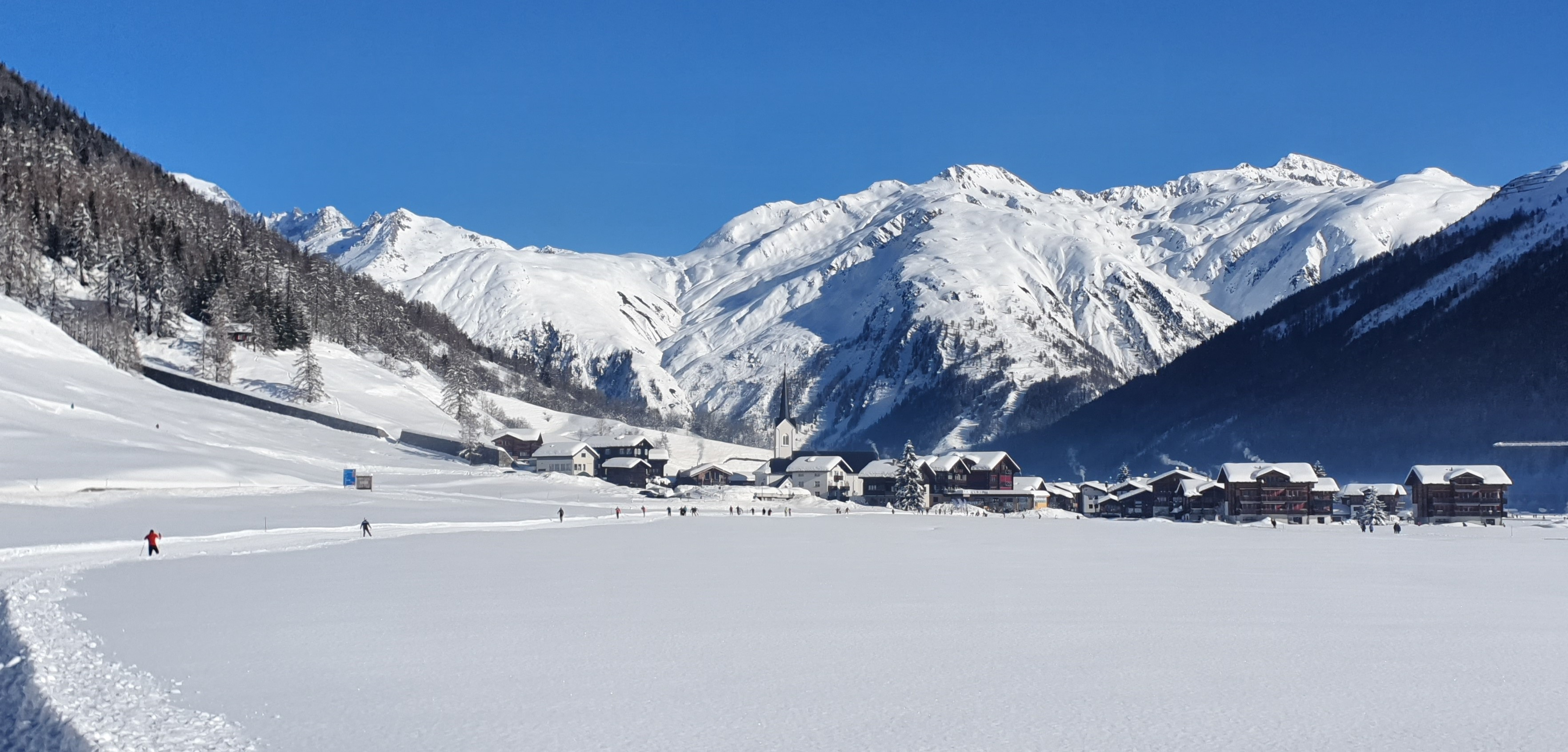
Ulrichen, von der Sonnenloipe aus gesehen
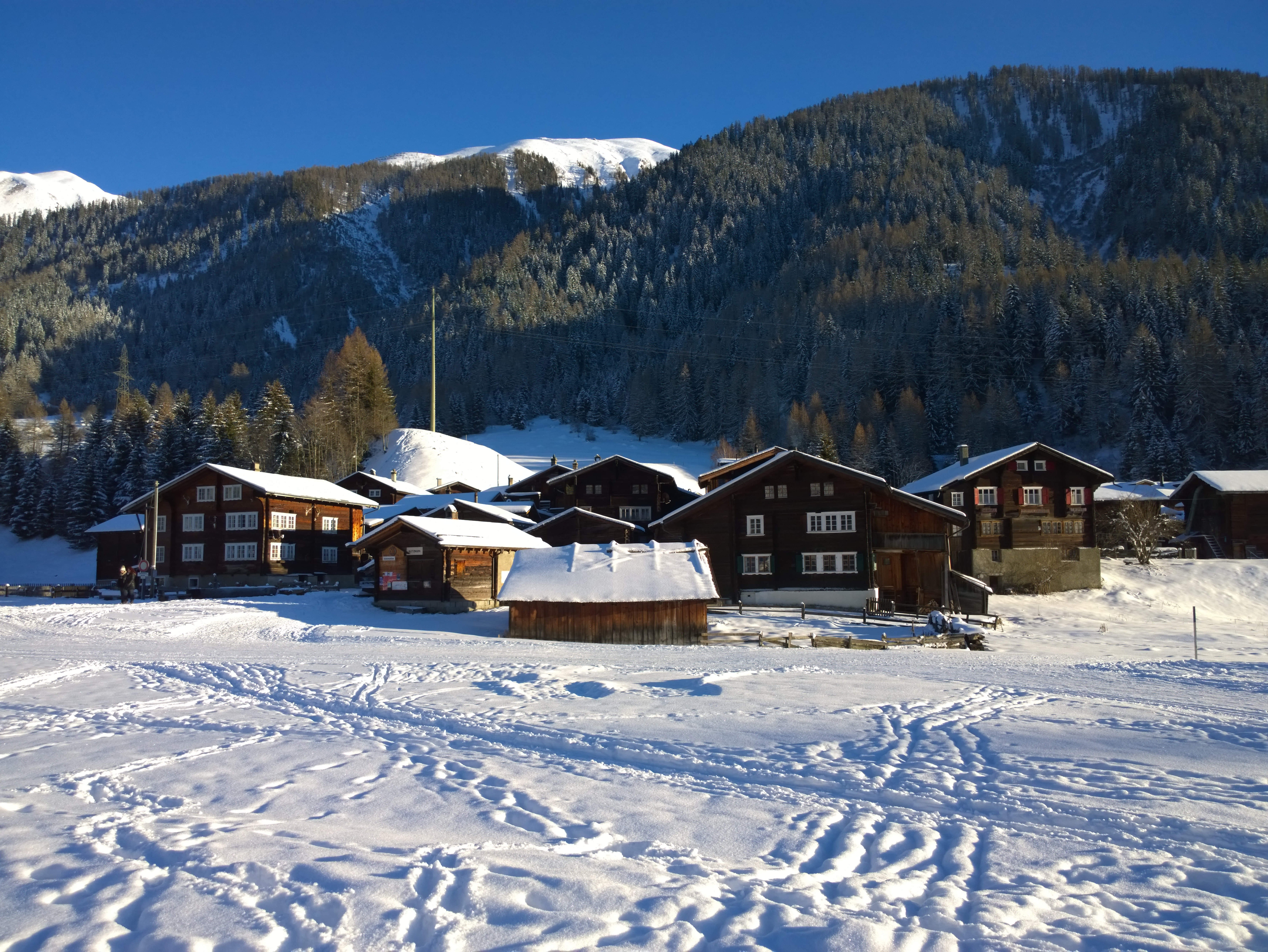
Rottenloipe bei Blitzingen
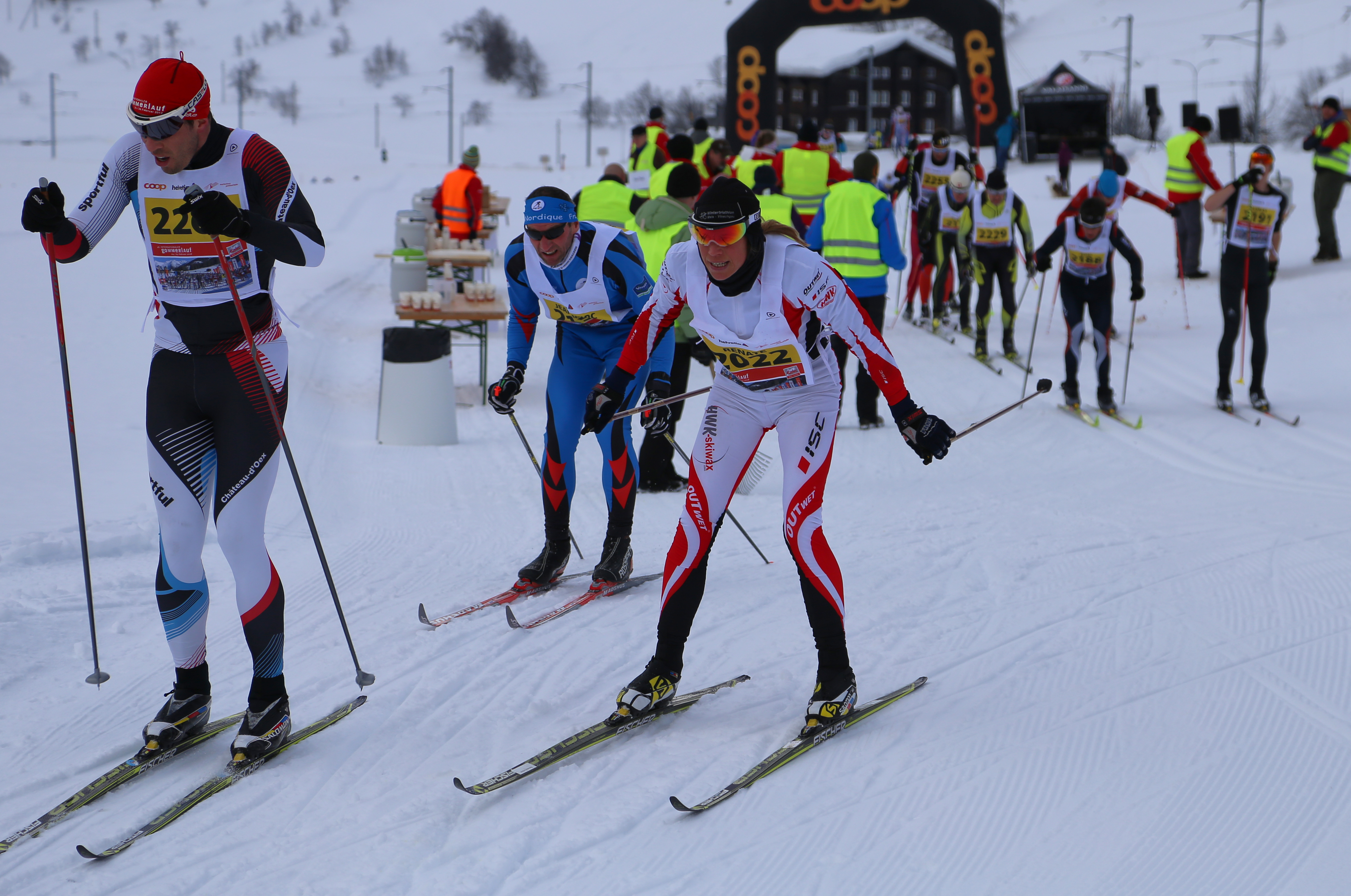
Internationaler Gommerlauf 2018